# 橋咀洲

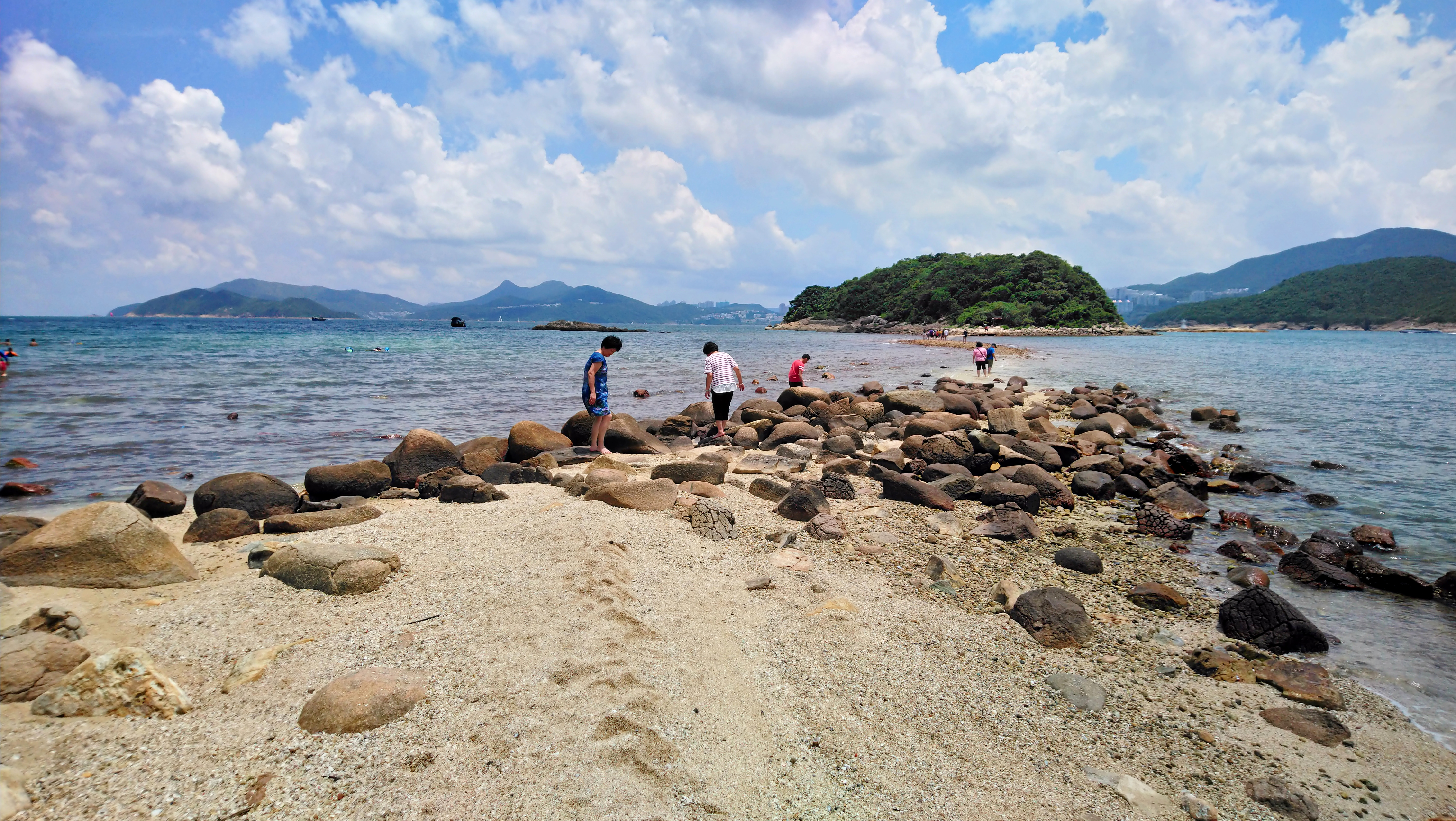
橋咀洲地質步道

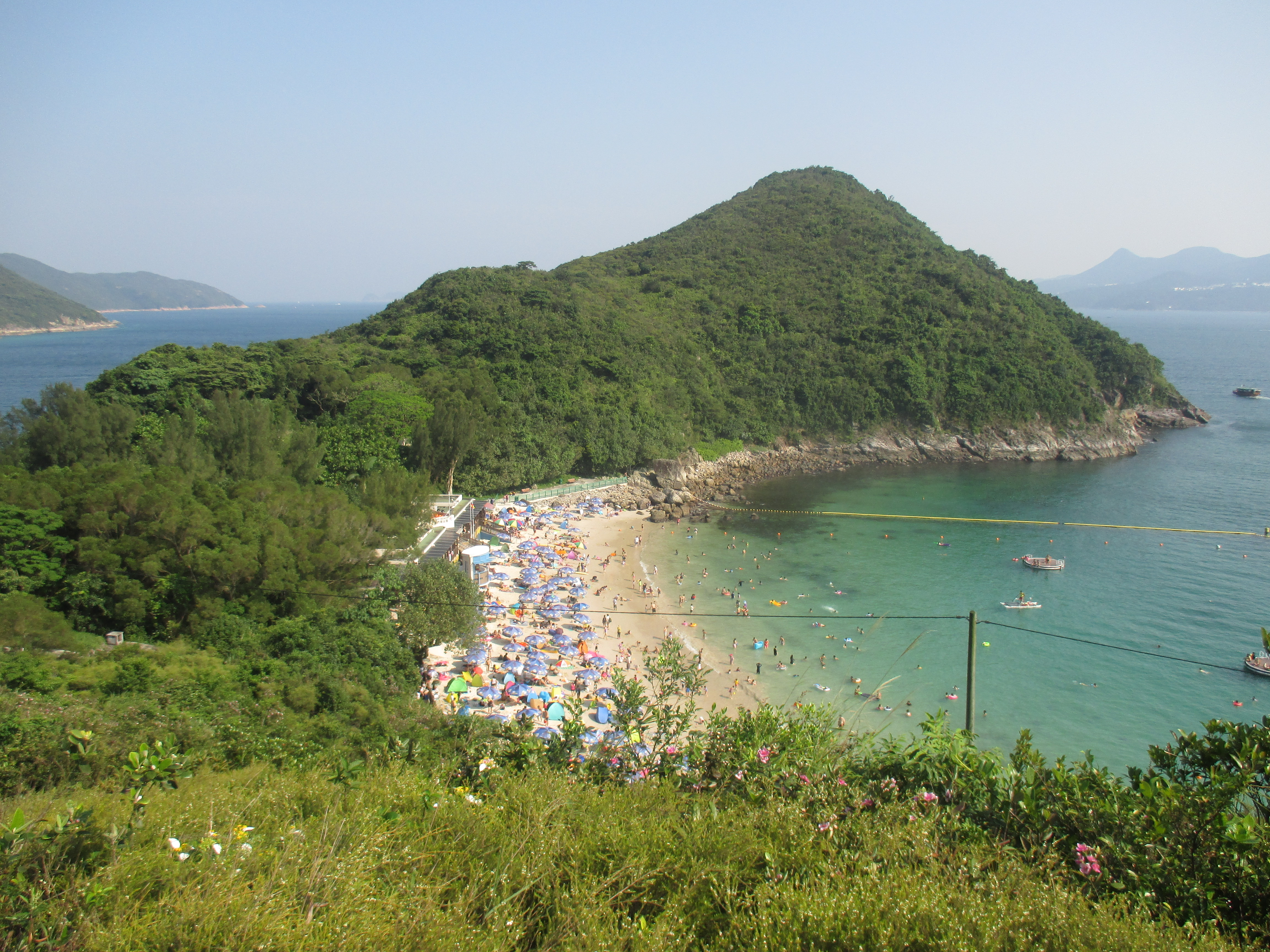
廈門灣

橋咀洲又名橋咀島（英語：Sharp Island）是香港島嶼，地區行政上屬於西貢區。位於西貢市以東，滘西洲以西。1979年劃為橋咀郊野公園，是本港面積最小的離島郊野公園。橋咀是浮潛及研究地質的勝地，政府更分別於2002年設立珊瑚保育區，2009年設立香港世界地質公園。島上碼頭與西貢碼頭相距僅約2000米，最高點海拔136米。

## 地理
島上只有三、四戶人家；除碼頭及泳灘一帶，其他都是山地，非常荒涼。

### 橋咀洲的附屬島嶼和海灣

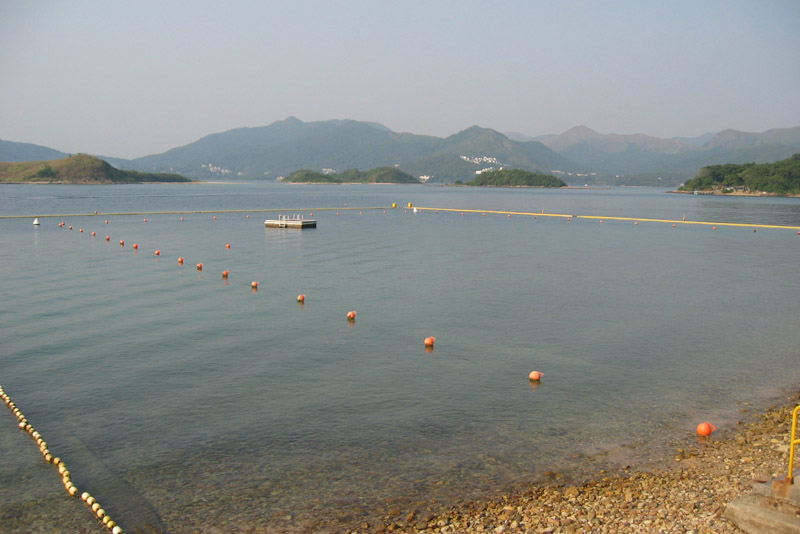
橋咀洲的橋咀泳灘景色

#### 島嶼
- 白沙洲
- 大鏟洲
- 小鏟洲
- 游龍角
- 斷頭洲
- 橋頭
- 龍眼圓頭

#### 海灣/海灘
- 白沙洲海灘
- 海星灣
- 橋咀泳灘
- 浪芒灣
- 石鼓環
- 廈門灣

## 生態
擁有七成石珊瑚覆蓋率，位於南面的黑山頂有香港原生罕有樹種四藥門花。

## 旅遊
橋咀洲有數個小沙灘，夏天有人到此暢泳，冬天則舉行野火會、露營。
1981年，香港商人葉志銘（香港藝人葉玉卿兄長）的北海漁村集團曾於橋咀島投資開設渡假園區，內有機動遊戲、高卡車、燒烤場、繩網，亦有提供如快艇、水上三輪車等水上活動設施。地政處更在1986年將附近政府地皮再以短期租約租予該園作休閒用途，1987年以65万元卖给粤海投资。然而該園已於1989年關閉。

### 連島沙洲
橋咀洲有一個獨特景觀，就是退潮時，在島的西端會出現一條連接橋頭島的天然沙石堤 —— 連島沙洲。每天的潮汐預報可從香港天文台的年曆中找到，年曆是可以免費下載的。

## 交通
西貢市有街渡來往橋咀洲，假日班次更頻密。橋咀洲設有兩個碼頭，分別為橋咀公眾碼頭和廈門灣公眾碼頭。
若果租小艇泛向橋咀洲，大約花上一個多小時。

## 區議會議席分佈
橋咀洲人口不多，所以往往加入其他地方而組合為西貢離島選區，選出一名區議員。
| 年度/範圍  | 2000-2003    | 2004-2007    | 2008-2011    | 2012-2015    | 2016-2019    | 2020-2023    |
| ---------- | ------------ | ------------ | ------------ | ------------ | ------------ | ------------ |
| 橋咀洲全島 | 西貢離島選區 | 西貢離島選區 | 西貢離島選區 | 西貢離島選區 | 西貢離島選區 | 西貢離島選區 |